# Теорема о произведении отрезков хорд

Теорема о произведении отрезков хорд описывает соотношения отрезков, образованных двумя пересекающимися хордами окружности. В теореме утверждается, что произведения длин отрезков каждой из хорд равны.

## Формулировка теоремы
Для двух хорд AC и BD, пересекающихся в точке S, выполняется следующее равенство:
{\displaystyle |AS|\cdot |SC|=|BS|\cdot |SD|}
Обратное также верно, т. е. если для двух отрезков AC и BD, пересекающихся в точке S, вышеприведённое равенство выполняется, то их концы A, B, C и D лежат на одной окружности. Другими словами, если диагонали четырёхугольника ABCD пересекаются в точке S и выполняется вышеупомянутое равенство, то этот четырёхугольник является вписанным.

## Степень точки
Значения двух произведений в теореме о хордах зависит от расстояния точки пересечения S от центра окружности и называется абсолютным значением степени точки S. Более точно это можно выразить следующим образом:
{\displaystyle |AS|\cdot |SC|=|BS|\cdot |SD|=r^{2}-d^{2}}
где r является радиусом окружности, а d является расстоянием между центром окружности и точкой пересечения S. Это свойство следует непосредственно из применения теоремы о хордах к третьей хорде, проведённой через точку S и центр окружности M (см. рисунок).
Наряду с теоремой о секущей и касательной и теоремой о двух секущих, теорема о пересекающихся хордах является одним из трёх основных случаев более общей теоремы о двух пересекающихся прямых и окружности  —  теоремы о степени точки.

## Доказательство теоремы
Теорему можно доказать с помощью подобных треугольников (через теорему о вписанном угле). Рассмотрим углы треугольников ASD и BSC:
{\displaystyle \angle ADS=\angle BCS\,} (углы, опирающиеся на хорду AB)
{\displaystyle \angle DAS=\angle CBS\,} (углы, опирающиеся на хорду CD)
{\displaystyle \angle ASD=\angle BSC\,} (вертикальные углы)
Это означает, что треугольники ASD и BSC подобны, а потому:
{\displaystyle {\frac {AS}{SD}}={\frac {BS}{SC}}\Leftrightarrow |AS|\cdot |SC|=|BS|\cdot |SD|}
Вы можете посмотреть интерактивную иллюстрацию к теореме и её доказательству.